# Leo Bornhaupt
Leo Otto Johann Bornhaupt (ros. Лев Вильгельмович Борнгаупт, ur. 13 maja?/25 maja 1874 w Moskwie, zm. 30 lipca 1936 w Surabaji) – niemiecki lekarz, chirurg.
Syn moskiewskiego kupca Wilhelma Bornhaupta (1844–1897) i Helene von Salza. Uczęszczał najpierw do 3 Gimnazjum w Moskwie, następnie do gimnazjum w Rydze. Studiował na Uniwersytecie w Dorpacie i na Uniwersytecie w Charkowie, gdzie w 1897 roku otrzymał dyplom lekarski. Podczas studiów w Dorpacie należał do korporacji studenckiej Fraternitas Rigensis. Po ukończeniu medycyny specjalizował się w chirurgii, od 1898 był uczniem Adolfa von Bergmanna jako asystent w Szpitalu Miejskim w Rydze. W 1900 roku był lekarzem w rosyjsko-holenderskim ambulatorium w Transwalu, podczas II wojny burskiej. W 1905 roku brał udział w wojnie rosyjsko-japońskiej. od 1916 oku był ordynatorem II oddziału chirurgicznego Szpitala Miejskiego w Rydze. W 1918 roku brał udział w wojnie z bolszewikami. Ubiegał się o stanowisko ordynatora szpitala w Szczecinie, jednak stanowisko przyznano komuś innemu. Wyjechał wtedy do kolonii holenderskich, najpierw do Medanu i na Sumatrę, potem na Jawę. Zmarł na zawał serca w lipcu 1936 roku. Był autorem około 20 prac naukowych.

## Wybrane prace
- Briefe aus Transvaal. Rigaer Tageblatt 1900
- Ueber Nierenexstirpationen. Wien. klin. Rundschau 16, 1902
- Gefässverletzungen und traumatische Aneurysmen im russisch-japanischen Kriege, 1905
- O zadachakh pervoĭ meditsinskoĭ pomoshtshi na polĭe srazheniya. Trudî Vrem. Med. Obsh. v Daln. Vost. v Kharbinîe, 1904
- Die Schussverlaetzungen der Gelenke im russisch-japanischen Kriege 1904-1905
- Ueber die Behandlung der Gefässverletzungen im Kriege, 1908
- Ueber die Bauchschüsse im russisch-japanischen Kriege 1904–5, 1907
- Chirurgische Behandlung der traumatischen Epilepsie. 1911
- Beitrag zur chirurgischen Behandlung der Epilepsie, 1913
- Hirncyste des rechten Seitenventrikels operativ geheilt, 1918
- Zwei geheilte Fälle von totaler Oesophagoplastik. Arch. f. Klin. Chir. 111, s. 315, 1919